# Oxyrhopus fitzingeri
Espèce
Synonymes
- Siphlophis fitzingeri Tschudi, 1845

Oxyrhopus fitzingeri  est une espèce de serpents de la famille des Dipsadidae.

## Répartition
Cette espèce se rencontre :
- dans l'ouest de l'Équateur ;
- dans l'ouest du Pérou.

## Liste des sous-espèces
Selon The Reptile Database (2 septembre 2013) :
- Oxyrhopus fitzingeri fitzingeri (Tschudi, 1845)
- Oxyrhopus fitzingeri frizzelli Schmidt & Walker, 1943

## Étymologie
Cette espèce est nommée en l'honneur de Leopold Fitzinger. La sous-espèce est nommée en l'honneur de Don L. Frizzell.

## Publications originales
- Schmidt & Walker, 1943 : Snakes of the Peruvian coastal region. Zoological Series of Field Museum of Natural History, vol. 24, p. 297-327 (texte intégral).
- Tschudi, 1845 : Reptilium conspectus quae in Republica Peruana reperiuntur et pleraque observata vel collecta sunt in itinere. Archiv für Naturgeschichte, vol. 11, no 1, p. 150-170 (texte intégral).